# Вировское
 Вировское  — деревня в Западнодвинском муниципальном округе Тверской области.

## География
Находится в юго-западной части Тверской области на расстоянии приблизительно 7 км по прямой на юг от районного центра города Западная Двина у западного берега озера Никопольское.

## История
Деревня уже была отмечена на карте, известной как «трехкилометровка Шуберта» (1846—1863 года). в 1927 — показаны 27 дворов. До 2020 года входила в состав ныне упразднённого Шараповского сельского поселения.

## Население
Численность населения: 13 человек (русские 69 %) в 2002 году, 1 в 2010.